# Alba-la-Romaine
Alba-la-Romaine település Franciaországban, Ardèche megyében. Lakosainak száma 1538 fő (2022. január 1.). Alba-la-Romaine Aubignas, Saint-Andéol-de-Berg, Saint-Jean-le-Centenier, Saint-Pons, Saint-Thomé, Sceautres, Le Teil, Valvignères és Villeneuve-de-Berg községekkel határos.

## Népesség
A település népességének változása:
| Lakosok száma | 871  | 824  | 990  | 1338 | 1402 | 1419 | 1444 | 1464 | 1489 | 1538 |
|               | 1968 | 1982 | 1990 | 2006 | 2013 | 2015 | 2017 | 2019 | 2020 | 2022 |